# Рожново (Нижегородская область)
Рожно́во — деревня в городском округе Бор Нижегородской области России. Входит в состав административно-территориального образования Редькинский сельсовет.
В Рожново находится церковь в честь иконы Казанской Божией Матери, являющаяся памятником архитектуры регионального значения.

## Физико-географическая характеристика

### Климат
Климат умеренно континентальный, с достаточным увлажнением.

### Почвы
Почвы — дерново-подзолистые широколиственно-темнохвойных смешанных лесов.

## История
Рожново было основано в XVII веке. В 1673 году по распоряжению первого нижегородского митрополита Филарета в селе была построена церковь во имя иконы Казанской Божией Матери. В конце XVII — начале XVIII века был поставлен двухпрестольный каменный храм с приделом в честь святого Ильи Пророка, особенностью которого была отдельно стоящая колокольня. Спустя полтора века храм был капитально отремонтирован.
В 1892 году в селе была построена каменная часовня.
В XVIII—XIX веках село было широко известно во всей губернии благодаря нахождению в сельской церкви древней иконы Казанской Божией Матери.
Село было центром Рожновской волости Семеновского уезда.
По понедельникам в селе проводились крупные еженедельные базары, а сельская ярмарка проходила с 6 по 9 июля и 22 октября.
В 1874 году в селе открылся фельдшерский пункт.
В 1898 году в Рожнове была создана пожарная дружина.
В селе имелась земская ямская станция.
Во время Октябрьской революции в селе была основана пилозубная артель.
23 мая 1920 года в Рожнове состоялось открытие культурного учреждения — Пролетарского сада.

## Культура
В селе имеется Церковь Казанской иконы Божией Матери, построенная в XIX веке. В советские годы местные жители ценой своей жизни смогли защитить храм от разрушения и разграбления. В 1989 году церковь была принята на охрану как памятник архитектуры. Рядом с селом расположен скит Благовещенского монастыря в честь иконы Божией Матери «Неупиваемая Чаша».
В селе похоронен Герой Советского Союза Ф. С. Бадин (1925—1990). Его могила признана памятником истории.